# Fjends Kommune
| Strukturdaten       | Strukturdaten  |
| ------------------- | -------------- |
| Sitz der Verwaltung | Stoholm        |
| Fläche              | 236,19 km²     |
| Einwohner           | 8.244 (2006)   |
| Kommune seit 2007   | Viborg Kommune |
| Website             | www.fjends.dk  |

Fjends Kommune war bis Dezember 2006 eine dänische Kommune im damaligen Viborg Amt in Jütland. Seit Januar 2007 ist sie zusammen mit der “alten” Viborg Kommune, der Bjerringbro Kommune, der Karup Kommune, der Møldrup Kommune, der Tjele Kommune und dem Schuldistrikt Hvam der Aalestrup Kommune Teil der neuen Viborg Kommune.
Fjends Kommune entstand im Zuge der dänischen Verwaltungsreform von 1970 und umfasste folgende Sogn:
- Daugbjerg Sogn
- Feldingbjerg Sogn
- Fly Sogn
- Gammelstrup Sogn
- Kobberup Sogn
- Mønsted Sogn
- Nørre Borris Sogn
- Resen Sogn
- Smollerup Sogn
- Vridsted Sogn
- Vroue Sogn